# 17ª edizione dei Satellite Awards
La 17ª edizione dei Satellite Awards si è tenuta il 16 dicembre 2012 all'Intercontinental Hotel di Century City.

## Cinema

### Miglior film
- Il lato positivo - Silver Linings Playbook (Silver Linings Playbook), regia di David O. Russell
- Argo, regia di Ben Affleck
- Les Misérables, regia di Tom Hooper
- Moonrise Kingdom - Una fuga d'amore (Moonrise Kingdom), regia di Wes Anderson
- Re della terra selvaggia (Beasts of the Southern Wild), regia di Benh Zeitlin
- The Sessions - Gli incontri (The Sessions), regia di Ben Lewin
- Skyfall, regia di Sam Mendes
- Lincoln, regia di Steven Spielberg
- Vita di Pi (Life of Pi), regia di Ang Lee
- Zero Dark Thirty, regia di Kathryn Bigelow

### Miglior film in lingua straniera
- Pietà, regia di Kim Ki-duk • Corea (ex aequo)
- Quasi amici - Intouchables (Intouchables), regia di Olivier Nakache e Éric Toledano • Francia (ex aequo)
- À perdre la raison, regia di Joachim Lafosse • Belgio
- Amour, regia di Michael Haneke • Austria
- Cesare deve morire, regia di Paolo e Vittorio Taviani • Italia
- Kon-Tiki, regia di Joachim Rønning ed Espen Sandberg • Norvegia
- Oltre le colline (Dupa dealuri), regia di Cristian Mungiu • Romania
- Rebelle, regia di Kim Nguyen • Canada
- Royal Affair (En kongelig affære), regia di Nikolaj Arcel • Danimarca

### Miglior film d'animazione o a tecnica mista
- Le 5 leggende (Rise of the Guardians), regia di Peter Ramsey
- L'era glaciale 4 - Continenti alla deriva (Ice Age: Continental Drift), regia di Steve Martino e Mike Thurmeier
- Frankenweenie, regia di Tim Burton
- Madagascar 3 - Ricercati in Europa (Madagascar 3: Europe's Most Wanted), regia di Eric Darnell, Conrad Vernon e Tom McGrath
- ParaNorman, regia di Sam Fell e Chris Butler
- Ralph Spaccatutto (Wreck-It Ralph), regia di Rich Moore
- Ribelle - The Brave (Brave), regia di Mark Andrews e Brenda Chapman

### Miglior film documentario
- Chasing Ice, regia di Jeff Orlowski
- Ai Weiwei: Never Sorry, regia di Alison Klayman
- The Central Park Five, regia di Ken Burns, Sarah Burns e David McMahon
- The Gatekeepers - I guardiani di Israele (שומרי הסף), regia di Dror Moreh
- Marina Abramovic: The Artist Is Present, regia di Matthew Akers e Jeff Dupre
- The Pruitt-Igoe, regia di Chad Freidrichs
- Searching for Sugar Man, regia di Malik Bendjelloul
- West of Memphis, regia di Amy J. Berg

### Miglior regista
- David O. Russell – Il lato positivo - Silver Linings Playbook (Silver Linings Playbook)
- Ben Affleck – Argo
- Kathryn Bigelow – Zero Dark Thirty
- Kim Ki-duk – Pietà
- Ben Lewin – The Sessions - Gli incontri (The Sessions)
- Steven Spielberg – Lincoln

### Miglior attore
- Bradley Cooper – Il lato positivo - Silver Linings Playbook (Silver Linings Playbook)
- Daniel Day-Lewis – Lincoln
- John Hawkes – The Sessions - Gli incontri (The Sessions)
- Hugh Jackman – Les Misérables
- Joaquin Phoenix – The Master
- Omar Sy – Quasi amici - Intouchables (Intouchables)
- Denzel Washington – Flight

### Miglior attrice
- Jennifer Lawrence – Il lato positivo - Silver Linings Playbook (Silver Linings Playbook)
- Laura Birn – Purge
- Jessica Chastain – Zero Dark Thirty
- Émilie Dequenne – À perdre la raison
- Keira Knightley – Anna Karenina
- Laura Linney – A Royal Weekend (Hyde Park on Hudson)
- Emmanuelle Riva – Amour

### Miglior attore non protagonista
- Javier Bardem – Skyfall
- Robert De Niro – Il lato positivo - Silver Linings Playbook (Silver Linings Playbook)
- John Goodman – Flight
- Tommy Lee Jones – Lincoln
- Eddie Redmayne – Les Misérables
- Philip Seymour Hoffman – The Master

### Miglior attrice non protagonista
- Anne Hathaway – Les Misérables
- Amy Adams – The Master
- Samantha Barks – Les Misérables
- Judi Dench – Skyfall
- Hélène Florent – Café de Flore
- Helen Hunt – The Sessions - Gli incontri (The Sessions)

### Miglior sceneggiatura originale
- Mark Boal – Zero Dark Thirty
- Paul Thomas Anderson – The Master
- Roman Coppola e Wes Anderson – Moonrise Kingdom - Una fuga d'amore (Moonrise Kingdom)
- John Gatins – Flight
- Kim Ki-duk – Pietà
- Olivier Nakache e Éric Toledano – Quasi amici - Intouchables (Intouchables)

### Miglior sceneggiatura non originale
- David Magee – Vita di Pi (Life of Pi)
- Tony Kushner, John Logan e Paul Webb – Lincoln
- Ben Lewin – The Sessions - Gli incontri (The Sessions)
- David O. Russell – Il lato positivo - Silver Linings Playbook (Silver Linings Playbook)
- Tom Stoppard – Anna Karenina
- Chris Terrio – Argo

### Miglior montaggio
- Jay Cassidy e Crispin Struthers – Il lato positivo - Silver Linings Playbook (Silver Linings Playbook)
- Alexander Berner – Cloud Atlas
- Lisa Bromwell – The Sessions - Gli incontri (The Sessions)
- Chris Dickens e Melanie Oliver – Les Misérables
- Jeremiah O'Driscoll – Flight
- Dylan Tichenor e William Goldenberg – Zero Dark Thirty

### Miglior fotografia
- Claudio Miranda – Vita di Pi (Life of Pi)
- Roger Deakins – Skyfall
- Janusz Kaminski – Lincoln
- Mihai Mălaimare Jr. – The Master
- Seamus McGarvey – Anna Karenina
- Ben Richardson – Re della terra selvaggia (Beasts of the Southern Wild)

### Miglior scenografia
- Curt Beech, Rick Carter, David Crank, Leslie McDonald – Lincoln
- Thomas Brown, Nick Gottschalk, Sarah Greenwood, Niall Moroney, Tom Still – Anna Karenina
- David Crank, Jack Fisk – The Master
- Nathan Crowley, James Hambidge, Kevin Kavanaugh, Naaman Marshall – Il cavaliere oscuro - Il ritorno (The Dark Knight Rises)
- Anna Lynch-Robinson, Eve Stewart – Les Misérables
- Niels Sejer – Royal Affair (En kongelig affære)

### Migliori costumi
- Manon Rasmussen – Royal Affair (En kongelig affære)
- Colleen Atwood – Biancaneve e il cacciatore (Snow White & The Huntsman)
- Kym Barrett, Pierre-Yves Gayraud – Cloud Atlas
- Paco Delgado – Les Misérables
- Jacqueline Durran – Anna Karenina
- Christian Gasc, Valerie Ranchoux – Addio mia regina (Les Adieux à la Reine)

### Miglior colonna sonora
- Alexandre Desplat – Argo
- Jonny Greenwood – The Master
- Dario Marianelli – Anna Karenina
- Thomas Newman – Skyfall
- Dan Romer e Benh Zeitlin – Re della terra selvaggia (Beasts of the Southern Wild)
- John Williams – Lincoln

### Miglior canzone originale
- Suddenly (Hugh Jackman), testo e musica di Claude-Michel Schönberg, Herbert Kretzmer e Alain Boublil – Les Misérables
- Fire in the Blood/Snake Song (The Bootleggers feat. Ralph Stanley ed Emmylou Harris), testo e musica di Nick Cave, Warren Ellis e Townes van Zandt – Lawless
- Learn Me Right (Birdy with Mumford & Sons), testo e musica di Mumford & Sons – Ribelle - The Brave (Brave)
- Love Always Comes as a Surprise (Peter Asher), testo e musica di Peter Asher e David A. Stewart – Madagascar 3 - Ricercati in Europa (Madagascar 3: Europe's Most Wanted)
- Skyfall (Adele), testo e musica di Adele e Paul Epworth – Skyfall
- Still Alive (Paul Williams), testo e musica di Paul Williams – Still Alive

### Miglior suono
- Simon Hayes, Lee Walpole, John Warhurst – Les Misérables
- Dennis Leonard, Randy Thom – Flight
- Craig Henighan, Chris Munro – Biancaneve e il cacciatore (Snow White & The Huntsman)
- Baard H. Ingebretsen, Tormod Ringes – Kon-Tiki
- Eugene Gearty, Drew Kunin, Philip Stockton – Vita di Pi (Life of Pi)
- John Cucci, Victor Ray Ennis, Ann Scibelli, Mark P. Stoeckinger – Prometheus

### Migliori effetti visivi
- Kevin Baillie, Jim Gibbs, Michael Lantieri, Ryan Tudhope – Flight
- Arundi Asregadoo, Steve Begg, Andrew Whitehurst – Skyfall
- Stephane Ceretti, Dan Glass, Geoffrey Hancock – Cloud Atlas
- Chris Corbould, Paul J. Franklin – Il cavaliere oscuro - Il ritorno (The Dark Knight Rises)
- Charley Henley, Martin Hill, Richard Stammers – Prometheus
- Bill Westenhofer – Vita di Pi (Life of Pi)

## Televisione

### Miglior serie drammatica
- Homeland - Caccia alla spia (Homeland)
- Breaking Bad
- Downton Abbey
- The Good Wife
- Justified
- Nashville
- The Newsroom
- Il Trono di Spade (Game of Thrones)

### Miglior serie commedia o musicale
- The Big Bang Theory (The Big Bang Theory)
- Community
- Girls
- Happy Endings
- Modern Family
- The Office
- Parks and Recreation
- Up All Night

### Miglior serie di genere
- The Walking Dead
- American Horror Story
- Arrow
- C'era una volta (Once Upon A Time)
- Fringe
- Grimm
- Supernatural

### Miglior miniserie o film per la televisione
- Hatfields & McCoys, regia di Kevin Reynolds
- Birdsong, regia di Philip Martin
- Il commissario Wallander (Wallander), regia di Henning Mankell
- The Crimson Petal and the White, regia di Marc Munden
- Game Change, regia di Jay Roach
- Hemingway & Gellhorn, regia di Philip Kaufman
- Luther
- Sherlock

### Miglior attore in una serie drammatica
- Damian Lewis – Homeland - Caccia alla spia (Homeland)
- Bryan Cranston – Breaking Bad
- Jeff Daniels – The Newsroom
- Jon Hamm – Mad Men
- Jonny Lee Miller – Elementary
- Timothy Olyphant – Justified

### Miglior attrice in una serie drammatica
- Claire Danes – Homeland - Caccia alla spia (Homeland)
- Connie Britton – Nashville
- Michelle Dockery – Downton Abbey
- Julianna Margulies – The Good Wife
- Hayden Panettiere – Nashville
- Chloë Sevigny – Hit & Miss

### Miglior attore in una serie commedia o musicale
- Johnny Galecki – The Big Bang Theory
- Will Arnett – Up All Night
- Louis C.K. – Louie
- Don Cheadle – House of Lies
- Joel McHale – Community
- Jim Parsons – The Big Bang Theory

### Miglior attrice in una serie commedia o musicale
- Kaley Cuoco – The Big Bang Theory (The Bang Big Theory)
- Christina Applegate – Up All Night
- Laura Dern – Enlightened
- Lena Dunham – Girls
- Julia Louis-Dreyfus - Veep - Vicepresidente incompetente (Veep)
- Amy Poehler – Parks and Recreation

### Miglior attore in una miniserie o film per la televisione
- Benedict Cumberbatch – Sherlock
- Kenneth Branagh – Il commissario Wallander (Wallander)
- Kevin Costner – Hatfields & McCoys
- Idris Elba – Luther
- Woody Harrelson – Game Change
- Clive Owen – Hemingway & Gellhorn

### Miglior attrice in una miniserie o film per la televisione
- Julianne Moore – Game Change
- Gillian Anderson – Grandi speranze (Great Expectations)
- Romola Garai – The Crimson Petal and the White
- Nicole Kidman – Hemingway & Gellhorn
- Sienna Miller – The Girl - La diva di Hitchcock
- Sigourney Weaver – Political Animals

### Miglior attore non protagonista in una serie, miniserie o film per la televisione
- Neal McDonough – Justified
- Powers Boothe – Nashville
- Jim Carter – Downton Abbey
- Peter Dinklage – Il Trono di Spade (Game of Thrones)
- Giancarlo Esposito – Breaking Bad
- Evan Peters – American Horror Story

### Miglior attrice non protagonista in una serie, miniserie o film per la televisione
- Maggie Smith – Downton Abbey
- Mayim Bialik – The Big Bang Theory
- Christina Hendricks – Mad Men
- Sarah Paulson – Game Change
- Maya Rudolph – Up All Night
- Mare Winningham – Hatfields & McCoys

## Altri premi

### Miglior cast in un film
- Les Misérables

### Miglior cast in una serie televisiva
- The Walking Dead

### Miglior talento emergente
- Quvenzhané Wallis – Re della terra selvaggia (Beasts of the Southern Wild)

### Honorary Satellite Award
- Bruce Davison

### Humanitarian Award
- Benh Zeitlin

### Mary Pickford Award
- Terence Stamp

### Auteur Award
- Paul Williams

### Nikola Tesla Award
- Walter Murch